# Alexei Nikolajewitsch Gribow
Alexei Nikolajewitsch Gribow (* 31. Januar 1902 in Moskau; † 26. November 1977 ebenda) war ein sowjetischer Schauspieler und Synchronsprecher.

## Leben und Wirken
Alexei Gribow wuchs in Moskau auf, wo er zeitlebens wohnte. Er hatte eine ältere Schwester. Seine Mutter starb im Jahr 1906 an Tuberkulose. Aus der zweiten Ehe seines Vaters hat er drei jüngere Halbgeschwister.
Nach seinem Schulabschluss absolvierte er seine Schauspielausbildung von 1919 bis 1923 am Tschechow-Kunsttheater Moskau. Sein Bühnendebüt als Theaterschauspieler hatte er im Jahr 1924 an einem Moskauer Theater. Er wirkte daraufhin in zahlreichen Theaterstücken und Varieté-Shows mit. Von 1935 bis 1975 wirkte Gribow als Schauspieler vor der Kamera in mehr als 80 Film-und-Fernsehproduktionen mit. Er war zeitweise auch als Synchronsprecher für Zeichentrickfilme tätig.
Ab 1944 war er Mitglied in der Kommunistischen Partei der Sowjetunion (KPdSU). Er wurde mehrmals ausgezeichnet, darunter viermal mit dem Staatspreis der UdSSR in den Jahren 1942, 1946, 1951 und 1952. Er erhielt im Jahr 1972 den Orden als Held der sozialistischen Arbeit. Gribow war dreimal verheiratet und hatte einen Sohn (* 1947), der aus seiner zweiten Ehe stammt. Gribow starb am 26. November 1977 im Alter von 75 Jahren an den Folgen eines Herzinfarkts. Seine Grabstätte befindet sich auf dem Nowodewitschi-Friedhof in Moskau.

## Filmografie (Auswahl)
- 1944: Die Hochzeit
- 1945: Ohne Schuld schuldig
- 1946: Der Schwur
- 1950: Flammende Herzen
- 1950: Der Fall von Berlin
- 1950: In geheimer Mission
- 1951: Sportehre
- 1954: Das schwedische Zündholz
- 1954: Reise mit Hindernissen
- 1960: Die toten Seelen
- 1961: Rette sich, wer kann!
- 1961: Erwachsene Kinder
- 1963: Der blinde Vogel